# دانووان گروندا
دانووان گروندا (فرانسوی: Donavan Grondin‎؛ زادهٔ ۲۶ سپتامبر ۲۰۰۰ ‏(۲۴ سال)) دوچرخه‌سوار اهل فرانسه است.
از باشگاه‌هایی که در آن بازی کرده‌است می‌توان به تیم دوچرخه‌سواری فورتونئو–اسکارو اشاره کرد.
وی در مسابقات کشوری و بین‌المللی در مجموع برندهٔ ۱ مدال برنز شده‌است.